# オーストラロイド

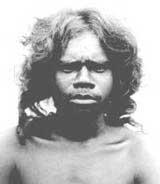
オーストラロイドの身体的特徴をもった男性（スリランカ）

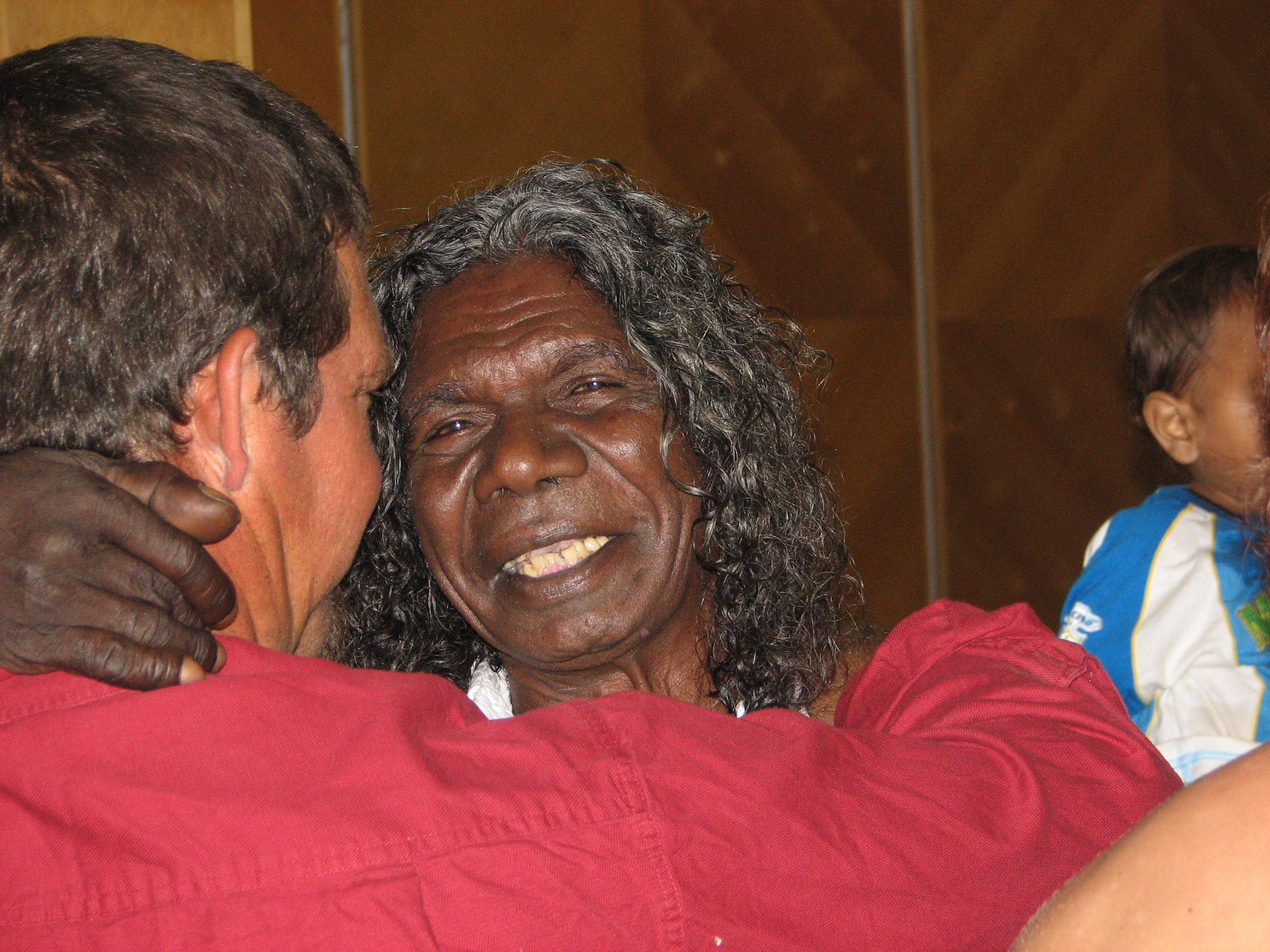
アボリジニのオーストラリア男性。

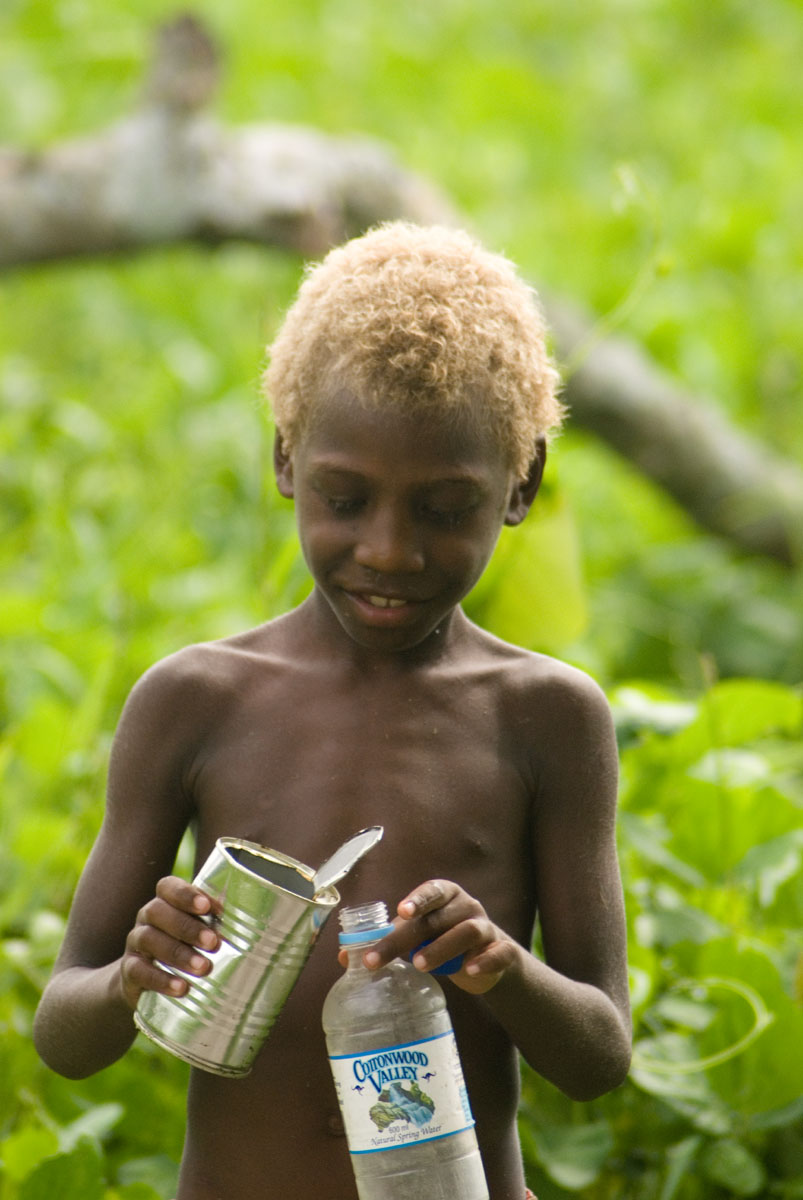
バヌアツ出身の自然に金髪の少年。

オーストラロイド（英: Australoid）、またはオーストラロ・メラネシアン（英: Australo-Melanesian）は、人種概念の一つで、コーカソイド、ネグロイド、モンゴロイドと並び四大人種と呼ばれる。オーストラリア大陸、メラネシアを中心としたオセアニア州及びスンダ列島、スリランカ、インド南部などの南アジアにかけての地域に分布する。

## 概要
ユーラシア大陸に進出した人類のうち、7万年–5万年前にインド南部の海岸地帯からスリランカ・スンダ列島を経由しサフール大陸（ニューギニア・オーストラリア大陸を中心とした現在のオセアニア地域。サフル大陸とも）に進出した人類の子孫と考えられている。
オーストラロイドは一見、地域ごとに人種が枝分かれする以前の、初期ホモ・サピエンスの特徴を残しているようにも見え、しばしば「原始人種」などと呼ばれることがあった。しかし遺伝的には初期人類との隔たりが大きく、かつミトコンドリアDNAや核DNA解析に基づいた分子系統樹では、西ユーラシア人（コーカソイド）から、あるいは東ユーラシア人（モンゴロイド）から分岐したことが示されている。

## 形質的特徴
オーストラロイドは、ネグロイドと同等程度に皮膚の色が極めて濃い。肌の色とは対照的であるが、髪の色が明色で金髪という個体がアボリジニやメラネシア人の女性や子どもによく見受けられる。なお髪の色は成長するにしたがってしだいに黒くなっていく。
かつては肌色などの外見的特徴からネグロイドに含まれていたことがあり、特にメラネシア人などは「大洋州ニグロ」とも呼ばれていたが、本来のネグロイド（サハラ砂漠以南のアフリカ先住民）とは頭髪の性質（ネグロイドは誕生時から巻きが強いが、メラネシア人は2–5歳頃からまき始める）・血液型分布などが異なり、少なくとも1960年代後半には別系統という説が強くなり、現在はアボリジニなどとともに独自のグループに入れられている。
最近の解析では、オーストラリア先住民とインド南部のヴェッドイドとの間には、頭蓋骨の形態に大きな差異があることがわかった。

## 遺伝子

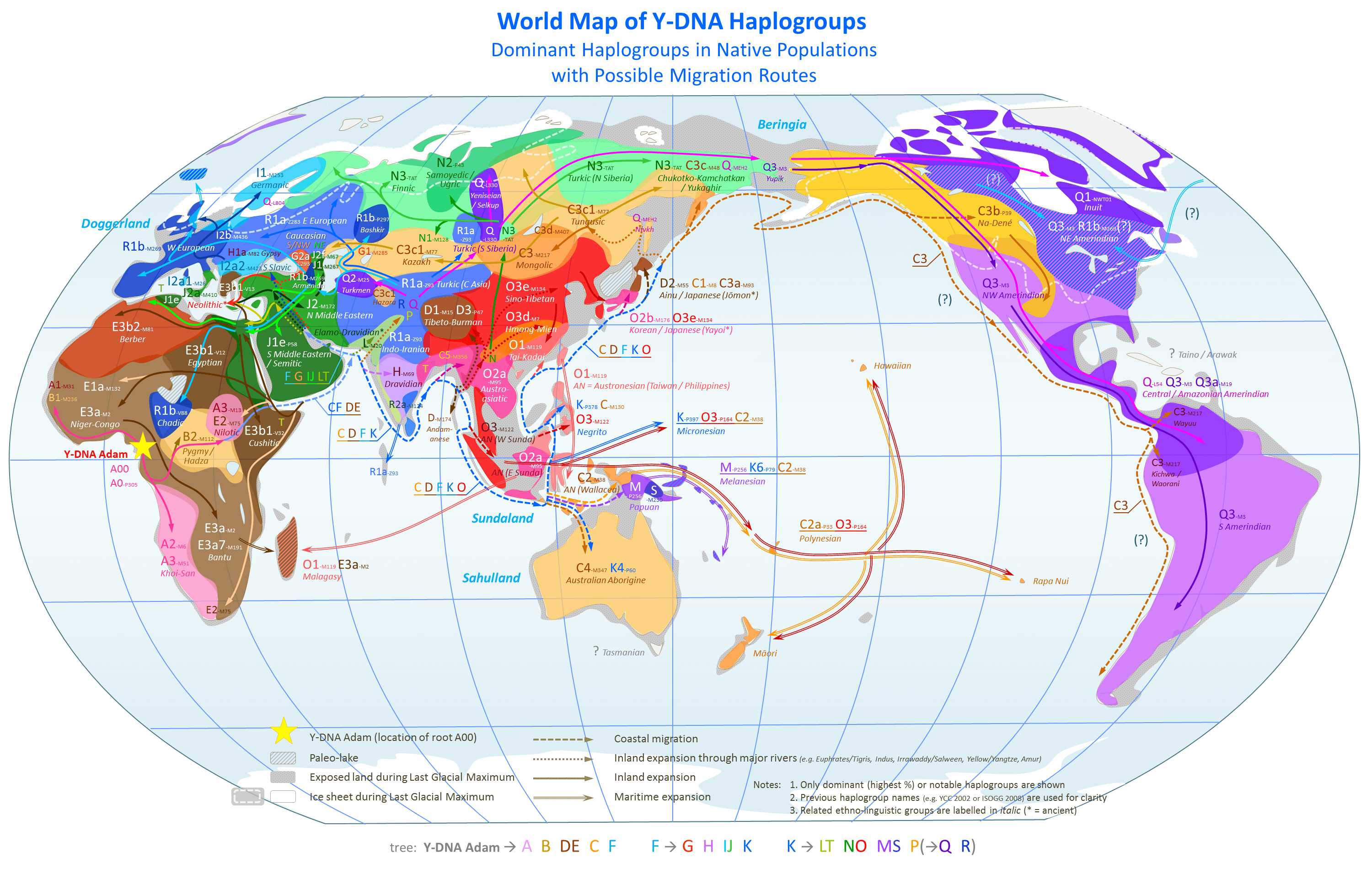
Y染色体ハプログループの拡散と人種

5つの人種の遺伝的近縁図

オーストラロイドは、出アフリカ後にイラン付近からインドを通ってオーストラリアに至る「南ルート」をとった集団である。人種を特徴づけるY染色体ハプログループとしてC1b2、MS、K*などが挙げられる。

## 主なオーストラロイドの民族
オーストラロイドに属す主な民族は以下の通り。
- アボリジニ（オーストラリア人種）
- メラネシア人（メラネシア人種）
- パプア人またはパプア亜人種（メラネシア人種の亜種）
- ネグリト人種
- タスマニア人種
- ドラヴィダ人種（含む場合あり）
- ヴェッドイドまたはヴェッダ人種（含む場合あり）

東南アジアの島々やインドシナ半島内の各地に散在する諸集団には、オーストラロイド的な痕跡があるとされる。
Template:Clrar